# Austin Russell
Austin Russell, född 14 mars 1995, är en amerikansk entreprenör.
Austin Russell sökte sitt första patent, som avsåg recirkulering av spillvatten, vid 13 års ålder. Han studerade tillämpad fysik på Stanford University, där han som 17-åring utvecklade idéer om lidarsensorer. Han fick ett tvåårsstipendium på 100.000 US dollar från Peter Thiels stiftelse Thiel Foundation för att utveckla en tillverkning av lidarsensorer, varefter han 2012 grundade Luminar Technologies och slutade vid universitetet före examen. Han har uttalat att det mesta han har lärt sig har han från Wikipedia och Youtube.
Luminar Technologies, med Austin Russell som chef, börsnoterades på Nasdaq i december 2020. Austin Russell hade enligt Forbes en förmögenhet på 2,2 miljarder US dollar i maj  2021, vilket placerade honom på en delad 1.299:e plats på Forbes lista över världens rikaste personer.